# Иван Петров (генерал-лейтенант)
Вижте пояснителната страница за други личности с името Иван Петров.
Иван Петров Петров е български офицер, генерал-лейтенант.

## Биография
Роден е на 24 октомври 1926 г. в ловешкото село Крушуна. След 9 септември се включва във войната срещу Германия в гвардейската рота, придадена към 34-ти пехотен троянски полк През 1946 г. започва да учи в Школа за запасни офицери. След това завършва съкратен курс с 69-и випуск на Народното военно училище „Васил Левски“ (1949). Службата му преминава в 54-ти инженерен полк РГК (резерв на главното командване) в София и 49-и армейски инженерен полк в Пещера. През 1953 г. завършва Военната академия в София. След това служи в Управление „Инженерни войски“. В периода 1958 – 1975 г. е последователно старши помощник, началник на отдел, командир на 54-ти инженерен полк, началник на оперативен отдел. В периода 18 октомври 1973 – 22 октомври 1974 е началник на Управление „Инженерни войски“. От 1975 г. е началник-щаб на Строителни войски. Там получава званията си генерал-майор и генерал-лейтенант. Излиза в запаса през 1990 г.

## Образование
- Школа за запасни офицери
- Народно военно училище „Васил Левски“ (до 1949)
- Военна академия (до 1953)